# Stygoparnus
Stygoparnus é um género monotípico de escaravelho aquático da família Dryopidae, constituído pela espécie  Stygoparnus comalensis. É uma espécie endémica do Texas nos Estados Unidos da América onde a sua presença é conhecida em duas nascentes de água. Está listada como espécie em perigo pelo governo federal dos Estados Unidos.